# Gangnam Style

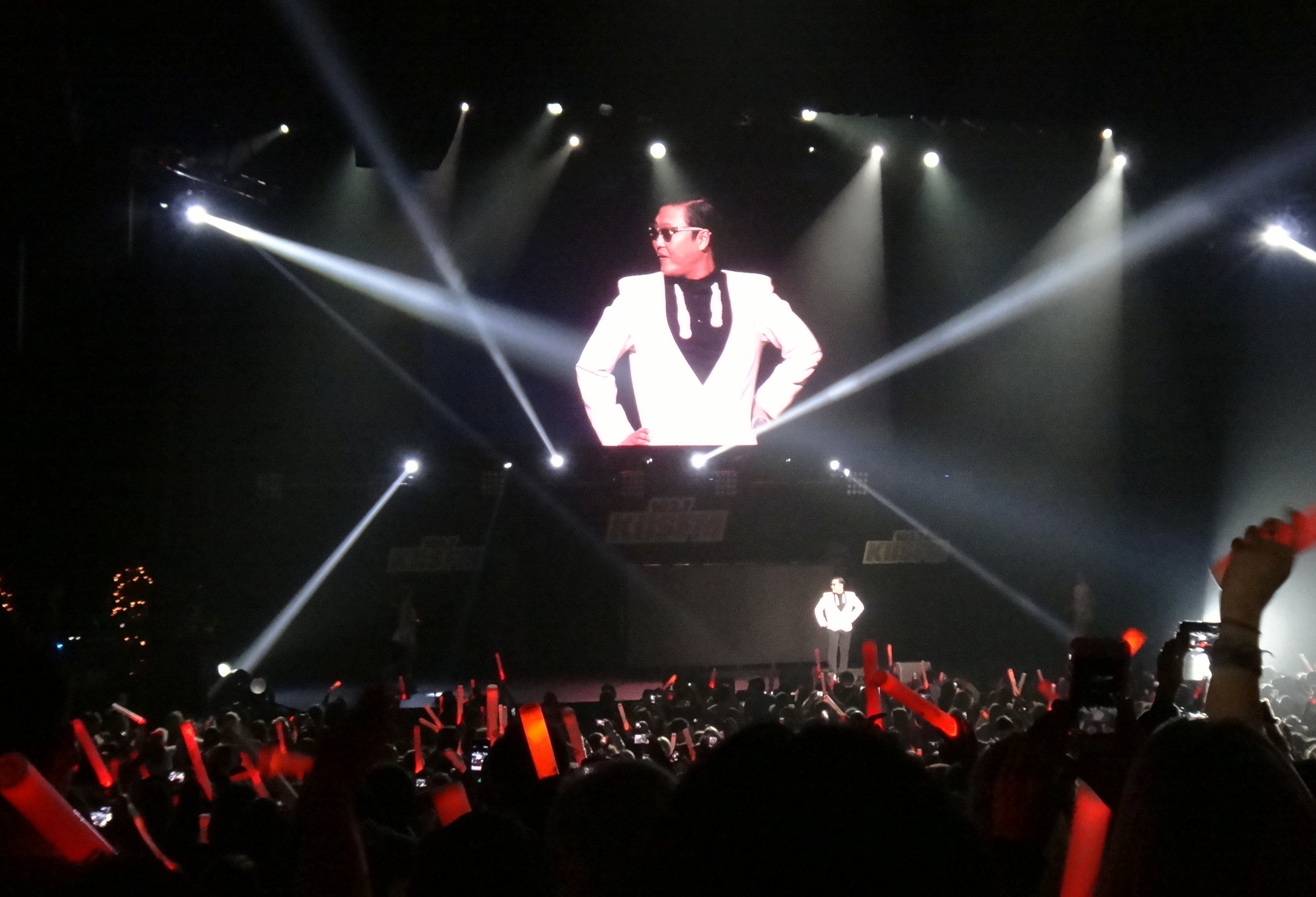
PSY voert Gangnam Style op.

Gangnam Style (Hangul: 강남스타일) is een single van de Zuid-Koreaanse rapper-zanger PSY.

## Ontvangst
Het nummer werd uitgebracht op 15 juli 2012 en werd niet alleen in Zuid-Korea een hit, maar haalde ook de top 40 van iTunes in Zweden, Denemarken, Japan en Nieuw-Zeeland. Ook in Nederland werd het nummer een hype doordat het onder andere werd gedraaid op Slam!FM, 3FM, Q-music en Radio 538. In de Single Top 100 klom het nummer op 29 september 2012 naar de eerste plaats. In Vlaanderen werd het nummer gedraaid door MNM en werd het benoemd tot "Big Hit". In 2012 stond het nummer op de derde plek in de Dance 15 van The X Vibe, een jaarlijkse hitlijst met de populairste dancenummers van het jaar.
Gangnam Style werd wereldwijd eindeloos geparodieerd, zo werd het nummer eind oktober 2012 in Glee nagedaan.

### Internethit
Eind september 2012 was de video meer dan 300 miljoen keer bekeken op YouTube. Vanaf 20 september 2012 stond Gangnam Style in het Guinness Recordboek voor de meeste 'likes' op YouTube ooit. Dit record werd op 27 augustus 2016 overgenomen door See You Again van Wiz Khalifa en Charlie Puth.
Op maandag 22 oktober 2012 stond de videoclip 100 dagen op YouTube met een half miljard weergaven.
Sinds 24 november 2012 was Gangnam Style de meest bekeken video ter wereld op YouTube, daarmee was het de opvolger van Baby van Justin Bieber. Op 21 december 2012 was de video als eerste internetfilmpje ooit meer dan 1 miljard keer bekeken. Om dit te vieren heeft YouTube tijdelijk een dansende afbeelding van PSY achter de weergaven gezet. YouTube moest ingrijpen vanwege de populariteit van het nummer van PSY. Voorheen sloeg het platform het aantal weergaven op in 32 bits, waardoor het maximum op 2.147.483.647 weergaven stond. Omdat Gangnam Style dit aantal overschreed, ging de teller kapot. Sindsdien worden views in 64 bits opgeslagen, waardoor video's nu tot wel 9.223.372.036.854.775.808 weergaven kunnen bereiken.
Op 31 mei 2014 bereikte het lied een nieuwe mijlpaal. De video bereikte de kaap van 2 miljard weergaven. Deze keer staan er 2 dansende afbeeldingen van PSY. De video stond op 20 februari 2018 op nummer 4 van meest bekeken video's op YouTube. In 2019 heeft de video 3.281.921.402 weergaven en 15 miljoen likes.

## Betekenis
In het nummer neemt PSY de leefwijze van de rijke Zuid-Koreanen op de hak. "Gangnam" slaat op Gangnam-gu, een chique wijk van Seoel.

## Videoclip
In de clip is te zien hoe hij springend (als zittend op een paard) en zwaaiend met een denkbeeldige lasso, verschillende chique locaties bezoekt, zoals: een manege, een tennisbaan, een sauna en een yogales. Ook neemt hij het in een danswedstrijd op tegen iemand in een Mercedes.
Verschillende bekende Zuid-Koreaanse artiesten hebben een gastoptreden in de clip:
- Zangeres/fotomodel Hyuna van de meidengroep 4Minute, die de vrouwelijke hoofdrol speelde. Zij heeft ook met Psy een "vrouwelijke" versie van het nummer uitgebracht onder de naam Oppa is just my style.
- Komiek/tv-persoonlijkheid Yoo Jae-suk, die de eerder genoemde persoon met een Mercedes speelde.
- Komiek/tv-persoonlijkheid Noh Hong-Cheol, beter bekend als de 'elevator guy'.
- Zangers Daesung en Seungri van de boyband Big Bang. Zij zaten in de scène met een explosie.[5]

## Hitnoteringen

### Nederlandse Top 40
| Hitnotering: 01-09-2012 t/m 09-02-2013 | Hitnotering: 01-09-2012 t/m 09-02-2013 | Hitnotering: 01-09-2012 t/m 09-02-2013 | Hitnotering: 01-09-2012 t/m 09-02-2013 | Hitnotering: 01-09-2012 t/m 09-02-2013 | Hitnotering: 01-09-2012 t/m 09-02-2013 | Hitnotering: 01-09-2012 t/m 09-02-2013 | Hitnotering: 01-09-2012 t/m 09-02-2013 | Hitnotering: 01-09-2012 t/m 09-02-2013 | Hitnotering: 01-09-2012 t/m 09-02-2013 | Hitnotering: 01-09-2012 t/m 09-02-2013 | Hitnotering: 01-09-2012 t/m 09-02-2013 | Hitnotering: 01-09-2012 t/m 09-02-2013 | Hitnotering: 01-09-2012 t/m 09-02-2013 |
| Week:                                  | 1                                      | 2                                      | 3                                      | 4                                      | 5                                      | 6                                      | 7                                      | 8                                      | 9                                      | 10                                     | 11                                     | 12                                     |                                        |
| -------------------------------------- | -------------------------------------- | -------------------------------------- | -------------------------------------- | -------------------------------------- | -------------------------------------- | -------------------------------------- | -------------------------------------- | -------------------------------------- | -------------------------------------- | -------------------------------------- | -------------------------------------- | -------------------------------------- | -------------------------------------- |
| Positie:                               | 22                                     | 12                                     | 6                                      | 2                                      | 2                                      | 1                                      | 1                                      | 2                                      | 2                                      | 2                                      | 3                                      | 5                                      |                                        |
| Week:                                  | 13                                     | 14                                     | 15                                     | 16                                     | 17                                     | 18                                     | 19                                     | 20                                     | 21                                     | 22                                     | 23                                     |                                        |                                        |
| Positie:                               | 6                                      | 8                                      | 10                                     | 10                                     | 15                                     | 15                                     | 15                                     | 22                                     | 26                                     | 33                                     | 40                                     | uit                                    |                                        |

### NederlandseSingle Top 100
| Hitnotering: (Week 1 t/m 34) 25-08-2012 t/m 13-04-2013 Hitnotering: (Week 35) 18-05-2013 Hitnotering: (Week 36 t/m 37) 01-06-2013 t/m 08-06-2013 Hitnotering: (Week 38) 22-06-2013 Hitnotering: (Week 39) 06-07-2013 | Hitnotering: (Week 1 t/m 34) 25-08-2012 t/m 13-04-2013 Hitnotering: (Week 35) 18-05-2013 Hitnotering: (Week 36 t/m 37) 01-06-2013 t/m 08-06-2013 Hitnotering: (Week 38) 22-06-2013 Hitnotering: (Week 39) 06-07-2013 | Hitnotering: (Week 1 t/m 34) 25-08-2012 t/m 13-04-2013 Hitnotering: (Week 35) 18-05-2013 Hitnotering: (Week 36 t/m 37) 01-06-2013 t/m 08-06-2013 Hitnotering: (Week 38) 22-06-2013 Hitnotering: (Week 39) 06-07-2013 | Hitnotering: (Week 1 t/m 34) 25-08-2012 t/m 13-04-2013 Hitnotering: (Week 35) 18-05-2013 Hitnotering: (Week 36 t/m 37) 01-06-2013 t/m 08-06-2013 Hitnotering: (Week 38) 22-06-2013 Hitnotering: (Week 39) 06-07-2013 | Hitnotering: (Week 1 t/m 34) 25-08-2012 t/m 13-04-2013 Hitnotering: (Week 35) 18-05-2013 Hitnotering: (Week 36 t/m 37) 01-06-2013 t/m 08-06-2013 Hitnotering: (Week 38) 22-06-2013 Hitnotering: (Week 39) 06-07-2013 | Hitnotering: (Week 1 t/m 34) 25-08-2012 t/m 13-04-2013 Hitnotering: (Week 35) 18-05-2013 Hitnotering: (Week 36 t/m 37) 01-06-2013 t/m 08-06-2013 Hitnotering: (Week 38) 22-06-2013 Hitnotering: (Week 39) 06-07-2013 | Hitnotering: (Week 1 t/m 34) 25-08-2012 t/m 13-04-2013 Hitnotering: (Week 35) 18-05-2013 Hitnotering: (Week 36 t/m 37) 01-06-2013 t/m 08-06-2013 Hitnotering: (Week 38) 22-06-2013 Hitnotering: (Week 39) 06-07-2013 | Hitnotering: (Week 1 t/m 34) 25-08-2012 t/m 13-04-2013 Hitnotering: (Week 35) 18-05-2013 Hitnotering: (Week 36 t/m 37) 01-06-2013 t/m 08-06-2013 Hitnotering: (Week 38) 22-06-2013 Hitnotering: (Week 39) 06-07-2013 | Hitnotering: (Week 1 t/m 34) 25-08-2012 t/m 13-04-2013 Hitnotering: (Week 35) 18-05-2013 Hitnotering: (Week 36 t/m 37) 01-06-2013 t/m 08-06-2013 Hitnotering: (Week 38) 22-06-2013 Hitnotering: (Week 39) 06-07-2013 | Hitnotering: (Week 1 t/m 34) 25-08-2012 t/m 13-04-2013 Hitnotering: (Week 35) 18-05-2013 Hitnotering: (Week 36 t/m 37) 01-06-2013 t/m 08-06-2013 Hitnotering: (Week 38) 22-06-2013 Hitnotering: (Week 39) 06-07-2013 | Hitnotering: (Week 1 t/m 34) 25-08-2012 t/m 13-04-2013 Hitnotering: (Week 35) 18-05-2013 Hitnotering: (Week 36 t/m 37) 01-06-2013 t/m 08-06-2013 Hitnotering: (Week 38) 22-06-2013 Hitnotering: (Week 39) 06-07-2013 | Hitnotering: (Week 1 t/m 34) 25-08-2012 t/m 13-04-2013 Hitnotering: (Week 35) 18-05-2013 Hitnotering: (Week 36 t/m 37) 01-06-2013 t/m 08-06-2013 Hitnotering: (Week 38) 22-06-2013 Hitnotering: (Week 39) 06-07-2013 | Hitnotering: (Week 1 t/m 34) 25-08-2012 t/m 13-04-2013 Hitnotering: (Week 35) 18-05-2013 Hitnotering: (Week 36 t/m 37) 01-06-2013 t/m 08-06-2013 Hitnotering: (Week 38) 22-06-2013 Hitnotering: (Week 39) 06-07-2013 | Hitnotering: (Week 1 t/m 34) 25-08-2012 t/m 13-04-2013 Hitnotering: (Week 35) 18-05-2013 Hitnotering: (Week 36 t/m 37) 01-06-2013 t/m 08-06-2013 Hitnotering: (Week 38) 22-06-2013 Hitnotering: (Week 39) 06-07-2013 | Hitnotering: (Week 1 t/m 34) 25-08-2012 t/m 13-04-2013 Hitnotering: (Week 35) 18-05-2013 Hitnotering: (Week 36 t/m 37) 01-06-2013 t/m 08-06-2013 Hitnotering: (Week 38) 22-06-2013 Hitnotering: (Week 39) 06-07-2013 | Hitnotering: (Week 1 t/m 34) 25-08-2012 t/m 13-04-2013 Hitnotering: (Week 35) 18-05-2013 Hitnotering: (Week 36 t/m 37) 01-06-2013 t/m 08-06-2013 Hitnotering: (Week 38) 22-06-2013 Hitnotering: (Week 39) 06-07-2013 | Hitnotering: (Week 1 t/m 34) 25-08-2012 t/m 13-04-2013 Hitnotering: (Week 35) 18-05-2013 Hitnotering: (Week 36 t/m 37) 01-06-2013 t/m 08-06-2013 Hitnotering: (Week 38) 22-06-2013 Hitnotering: (Week 39) 06-07-2013 | Hitnotering: (Week 1 t/m 34) 25-08-2012 t/m 13-04-2013 Hitnotering: (Week 35) 18-05-2013 Hitnotering: (Week 36 t/m 37) 01-06-2013 t/m 08-06-2013 Hitnotering: (Week 38) 22-06-2013 Hitnotering: (Week 39) 06-07-2013 | Hitnotering: (Week 1 t/m 34) 25-08-2012 t/m 13-04-2013 Hitnotering: (Week 35) 18-05-2013 Hitnotering: (Week 36 t/m 37) 01-06-2013 t/m 08-06-2013 Hitnotering: (Week 38) 22-06-2013 Hitnotering: (Week 39) 06-07-2013 | Hitnotering: (Week 1 t/m 34) 25-08-2012 t/m 13-04-2013 Hitnotering: (Week 35) 18-05-2013 Hitnotering: (Week 36 t/m 37) 01-06-2013 t/m 08-06-2013 Hitnotering: (Week 38) 22-06-2013 Hitnotering: (Week 39) 06-07-2013 | Hitnotering: (Week 1 t/m 34) 25-08-2012 t/m 13-04-2013 Hitnotering: (Week 35) 18-05-2013 Hitnotering: (Week 36 t/m 37) 01-06-2013 t/m 08-06-2013 Hitnotering: (Week 38) 22-06-2013 Hitnotering: (Week 39) 06-07-2013 | Hitnotering: (Week 1 t/m 34) 25-08-2012 t/m 13-04-2013 Hitnotering: (Week 35) 18-05-2013 Hitnotering: (Week 36 t/m 37) 01-06-2013 t/m 08-06-2013 Hitnotering: (Week 38) 22-06-2013 Hitnotering: (Week 39) 06-07-2013 | Hitnotering: (Week 1 t/m 34) 25-08-2012 t/m 13-04-2013 Hitnotering: (Week 35) 18-05-2013 Hitnotering: (Week 36 t/m 37) 01-06-2013 t/m 08-06-2013 Hitnotering: (Week 38) 22-06-2013 Hitnotering: (Week 39) 06-07-2013 |
| Week: | 1 | 2 | 3 | 4 | 5 | 6 | 7 | 8 | 9 | 10 | 11 | 12 | 13 | 14 | 15 | 16 | 17 | 18 | 19 | 20 | 21 | 22 |
| --- | --- | --- | --- | --- | --- | --- | --- | --- | --- | --- | --- | --- | --- | --- | --- | --- | --- | --- | --- | --- | --- | --- |
| Positie: | 17 | 10 | 4 | 2 | 2 | 1 | 1 | 2 | 2 | 2 | 4 | 5 | 5 | 13 | 13 | 12 | 20 | 18 | 9 | 5 | 13 | 26 |
| Week: | 23 | 24 | 25 | 26 | 27 | 28 | 29 | 30 | 31 | 32 | 33 | 34 | | 35 | | 36 | 37 | | 38 | | 39 | |
| Positie: | 25 | 29 | 35 | 42 | 62 | 52 | 54 | 55 | 61 | 69 | 74 | 92 | uit | 83 | uit | 97 | 100 | uit | 99 | uit | 90 | uit |

### VlaamseUltratop 50
| Hitnotering: 08-09-2012 t/m 06-04-2013 | Hitnotering: 08-09-2012 t/m 06-04-2013 | Hitnotering: 08-09-2012 t/m 06-04-2013 | Hitnotering: 08-09-2012 t/m 06-04-2013 | Hitnotering: 08-09-2012 t/m 06-04-2013 | Hitnotering: 08-09-2012 t/m 06-04-2013 | Hitnotering: 08-09-2012 t/m 06-04-2013 | Hitnotering: 08-09-2012 t/m 06-04-2013 | Hitnotering: 08-09-2012 t/m 06-04-2013 | Hitnotering: 08-09-2012 t/m 06-04-2013 | Hitnotering: 08-09-2012 t/m 06-04-2013 | Hitnotering: 08-09-2012 t/m 06-04-2013 | Hitnotering: 08-09-2012 t/m 06-04-2013 | Hitnotering: 08-09-2012 t/m 06-04-2013 | Hitnotering: 08-09-2012 t/m 06-04-2013 | Hitnotering: 08-09-2012 t/m 06-04-2013 | Hitnotering: 08-09-2012 t/m 06-04-2013 |
| Week:                                  | 1                                      | 2                                      | 3                                      | 4                                      | 5                                      | 6                                      | 7                                      | 8                                      | 9                                      | 10                                     | 11                                     | 12                                     | 13                                     | 14                                     | 15                                     | 16                                     |
| -------------------------------------- | -------------------------------------- | -------------------------------------- | -------------------------------------- | -------------------------------------- | -------------------------------------- | -------------------------------------- | -------------------------------------- | -------------------------------------- | -------------------------------------- | -------------------------------------- | -------------------------------------- | -------------------------------------- | -------------------------------------- | -------------------------------------- | -------------------------------------- | -------------------------------------- |
| Positie:                               | 34                                     | 3                                      | 2                                      | 1                                      | 1                                      | 1                                      | 1                                      | 1                                      | 2                                      | 2                                      | 2                                      | 2                                      | 5                                      | 5                                      | 7                                      | 7                                      |
| Week:                                  | 17                                     | 18                                     | 19                                     | 20                                     | 21                                     | 22                                     | 23                                     | 24                                     | 25                                     | 26                                     | 27                                     | 28                                     | 29                                     | 30                                     | 31                                     |                                        |
| Positie:                               | 6                                      | 4                                      | 4                                      | 9                                      | 12                                     | 17                                     | 17                                     | 20                                     | 23                                     | 26                                     | 29                                     | 37                                     | 38                                     | 42                                     | 49                                     | uit                                    |

### VlaamseRadio 2 Top 30
| Hitnotering: 20-10-2012 t/m 02-03-2013 | Hitnotering: 20-10-2012 t/m 02-03-2013 | Hitnotering: 20-10-2012 t/m 02-03-2013 | Hitnotering: 20-10-2012 t/m 02-03-2013 | Hitnotering: 20-10-2012 t/m 02-03-2013 | Hitnotering: 20-10-2012 t/m 02-03-2013 | Hitnotering: 20-10-2012 t/m 02-03-2013 | Hitnotering: 20-10-2012 t/m 02-03-2013 | Hitnotering: 20-10-2012 t/m 02-03-2013 | Hitnotering: 20-10-2012 t/m 02-03-2013 | Hitnotering: 20-10-2012 t/m 02-03-2013 | Hitnotering: 20-10-2012 t/m 02-03-2013 | Hitnotering: 20-10-2012 t/m 02-03-2013 | Hitnotering: 20-10-2012 t/m 02-03-2013 | Hitnotering: 20-10-2012 t/m 02-03-2013 | Hitnotering: 20-10-2012 t/m 02-03-2013 | Hitnotering: 20-10-2012 t/m 02-03-2013 | Hitnotering: 20-10-2012 t/m 02-03-2013 | Hitnotering: 20-10-2012 t/m 02-03-2013 | Hitnotering: 20-10-2012 t/m 02-03-2013 | Hitnotering: 20-10-2012 t/m 02-03-2013 | Hitnotering: 20-10-2012 t/m 02-03-2013 |
| Week:                                  | 1                                      | 2                                      | 3                                      | 4                                      | 5                                      | 6                                      | 7                                      | 8                                      | 9                                      | 10                                     | 11                                     | 12                                     | 13                                     | 14                                     | 15                                     | 16                                     | 17                                     | 18                                     | 19                                     | 20                                     |                                        |
| -------------------------------------- | -------------------------------------- | -------------------------------------- | -------------------------------------- | -------------------------------------- | -------------------------------------- | -------------------------------------- | -------------------------------------- | -------------------------------------- | -------------------------------------- | -------------------------------------- | -------------------------------------- | -------------------------------------- | -------------------------------------- | -------------------------------------- | -------------------------------------- | -------------------------------------- | -------------------------------------- | -------------------------------------- | -------------------------------------- | -------------------------------------- | -------------------------------------- |
| Positie:                               | 21                                     | 14                                     | 9                                      | 3                                      | 2                                      | 2                                      | 3                                      | 4                                      | 6                                      | 7                                      | 7                                      | 6                                      | 7                                      | 11                                     | 13                                     | 15                                     | 20                                     | 25                                     | 27                                     | 30                                     | uit                                    |

### NPO Radio 2 Top 2000
| Nummer met noteringen in de NPO Radio 2 Top 2000 | '12 | '13  | '14  | '15  |
| ------------------------------------------------ | --- | ---- | ---- | ---- |
| Gangnam Style                                    | 476 | 1311 | 1942 | 1817 |

1. ↑  Een vetgedrukt getal geeft de hoogste notering aan.
2. ↑  2012 was het eerste jaar met een notering voor dit nummer.
3. ↑  Deze tabel is bijgewerkt tot en met de meest recente editie (2024).

## American Music Awards
Op 18 november 2012 was PSY de afsluitingsact voor de American Music Awards, waar hij samen met rapper MC Hammer een mash-up opvoerde van Gangnam Style en Too Legit to Quit. Halverwege de act ging de lichten uit en kwamen de woorden "Stop, Hammertime" tevoorschijn.

## Covers
Op 17 april 2025 bracht de Duitse middeleeuwse folkmetalband Feuerschwanz een cover van Gangnam Style uit. In plaats van de rijke Koreanen, waar PSY de hak op nam, nam Feuerschwanz de hak op de Middeleeuwen.